# Stenosphecia
Stenosphecia is een geslacht van vlinders uit de familie wespvlinders (Sesiidae), onderfamilie Sesiinae.
Stenosphecia is voor het eerst wetenschappelijk beschreven door Le Cerf in 1917. De typesoort is Stenosphecia columbica.

## Soort
Stenosphecia omvat de volgende soort:
- Stenosphecia columbica Le Cerf, 1917